# Луво Маньонга
Луво Маньонга (англ. Luvo Manyonga; нар. 8 січня 1991) — південноафриканський легкоатлет, який спеціалізується на стрибках у довжину, срібний призер Олімпійських ігор 2016 року, чемпіон світу.

## Кар'єра
| Рік  | Чемпіонат        | Місце проведення         | Місце | Результат |
| ---- | ---------------- | ------------------------ | ----- | --------- |
| 2011 | Чемпіонат світу  | Тегу, Південна Корея     | 5     | 8.21 м    |
| 2016 | Олімпійські ігри | Ріо-де-Жанейро, Бразилія | 2     | 8.31 м    |
| 2017 | Чемпіонат світу  | Лондон, Велика Британія  | 1     | 8,48 м    |